# Vicente Lunel
Vicente Lunel (1480, Barbastre, Aragó - 1550, Trento, Itàlia) fou un sacerdot franciscà espanyol, ministre general del seu orde, teòleg del Concili de Trento.

## Biografia
Quan acabà els primers estudis i essent encara molt jove, vestí l'hàbit de Sant Francesc al convent de Llorca (Múrcia), pertanyent primer a la Custòdia de Múrcia i després a la província observant de Cartagena. Cursats els estudis de la carrera eclesiàstica i amb vint-i-cinc anys ja, rebé l'ordenació sacerdotal. Fou professor de teologia i arts a la seva província, i com a custodi, assistí al capítol general celebrat a Tolosa el 1532, que l'escollí comissari general de l'orde davant la Cúria Romana. Exercí aquest ofici fins al següent capítol, celebrat a Niça el 1535, on l'escolliren ministre general.

## Ministre general
Lunel hagué de governar en temps difícils: la decadència de l'observança, la renovació de l'orde, el moviment reformista dels caputxins, la Reforma Protestant, etc. La seva dedicació a l'orde fou completa, tot i que interrompuda pels serveis diplomàtics que li encarregaren el papa Pau III i l'emperador Carles V.
Visità personalment la major part de les províncies europees. Promulgà nombrosos decrets i estatuts per a la reforma de províncies i cases. Posà molt d'esforç a mantenir la unitat de l'orde, evitant-ne escissions, promovent-ne la vida d'observança amb el seu exemple i les seves intervencions, ordenant que a cada província s'erigís una casa de retir per als religiosos que volguessin recollir-se en la solitud. Mostrà gran preocupació per tot el que afectava a l'organització, extensió i cura dels religiosos missioners a les Índies, i envià nombroses expedicions missioneres. La seva severitat reformadora contrasta amb la seva ductilitat diplomàtica.

### Concili de Trento
El capítol celebrat a Màntua l'any 1541 escollí Giovanni de Calvi com successor de Lunel, qui es retirà al convent de Llorca, on estigué ocupat en tasques humils i domèstiques fins que el 1545 Carles V l'envià com a teòleg al Concili de Trento. El 1547 morí el general de l'orde, i Lunel hagué de traslladar-se a Roma i participar en el capítol celebrat a Assís, que l'escollí definidor general. Tornà a Trento, i allà, al convent de Sant Bernardí, morí el 1550.